# Cheratte
Cheratte (en való Tcherate) és una nucli de la ciutat de Visé, a la província de Lieja de la regió valona de Bèlgica, al marge dret del Mosa. El relleu força accidentat escindeix el poble en dues parts: Cheratte-Bas al marge del Mosa i Cheratte-Hauteurs a l'inici de l'altiplà de Herve.

## Història
A l'edat mitjana, el poble pertanyia al País de Dalhem, un petit comtat independent fins al 1244 abans de passar al ducat de Brabant. Gilles de Saroléa (1617-1665) va començar l'explotació de les mines de carbó des del segle xvii, el seu castell testimonia de la seva opulència.
Fins a la revolució industrial al segle xix quan l'explotació intensiu del carbó va desenvolupar-se, el poble era rural i poc poblat. El 1878, el municipi va escindir-se i el nucli de Barchon va esdevenir un municipi separat (ara part de Blegny).
Era un municipi independent fins al 1977, quan va fusionar amb Visé. Aquesta fusió no va agradar gaire a la població: no hi havia mai hagut una relació sociològica amb la ciutat de Visé. Abans de la fusió Cheratte era un poble vermell i obrer amb un burgmestre comunista, mentrestant Visé era burgès i comercial.

## Edificis notables
- Les instal·lacions de l'antiga mina de carbó S.A. Charbonnage du Hasard, tancat el 31 d'octubre de 1977. El seu aspecte de castell fortificat en estil neogòtic anglès té un encant cert. La Torre de Hoignée a dalt d'un pou d'aireig de 1927 és una de les primeres construccions de formigó de la regió. Hi ha diverses projectes per a trobar una nova funció. Està llistat des del 1992 i en via de restauració.
- La ciutat jardí, amb les seves cases contigües d'inspiració anglesa, construïda el 1925 i llistada el 1982.
- El viaducte de Cheratte: un gran viaducte que travessa l'autopista E40 (Brussel·les-Lieja-Aquisgrà).
- El castell de Cheratte
- L'antiga casa de la vila
- La mesquita
- L'escola municipal

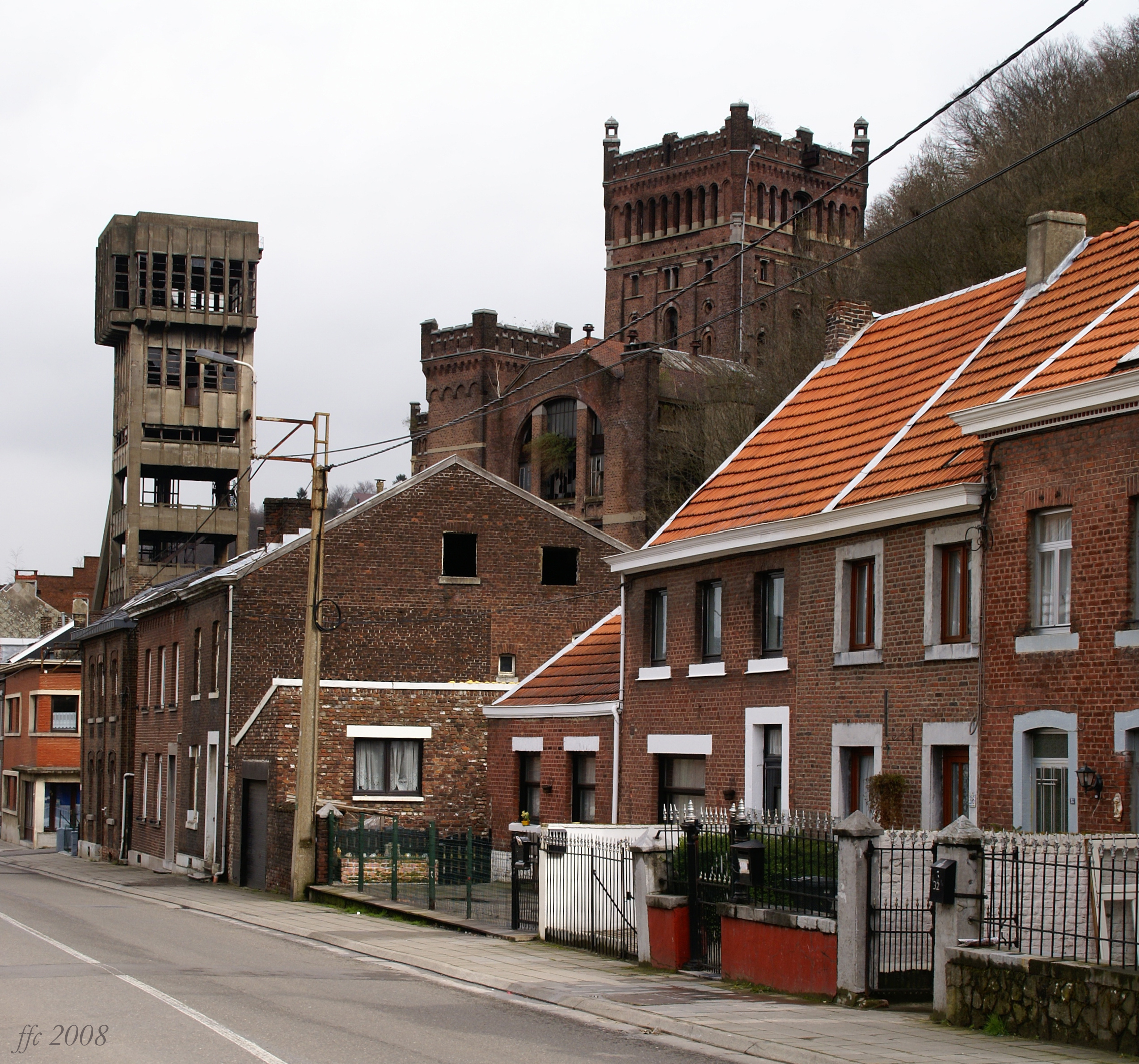
El carrer de Visé i les edificis de la mina al segon pla
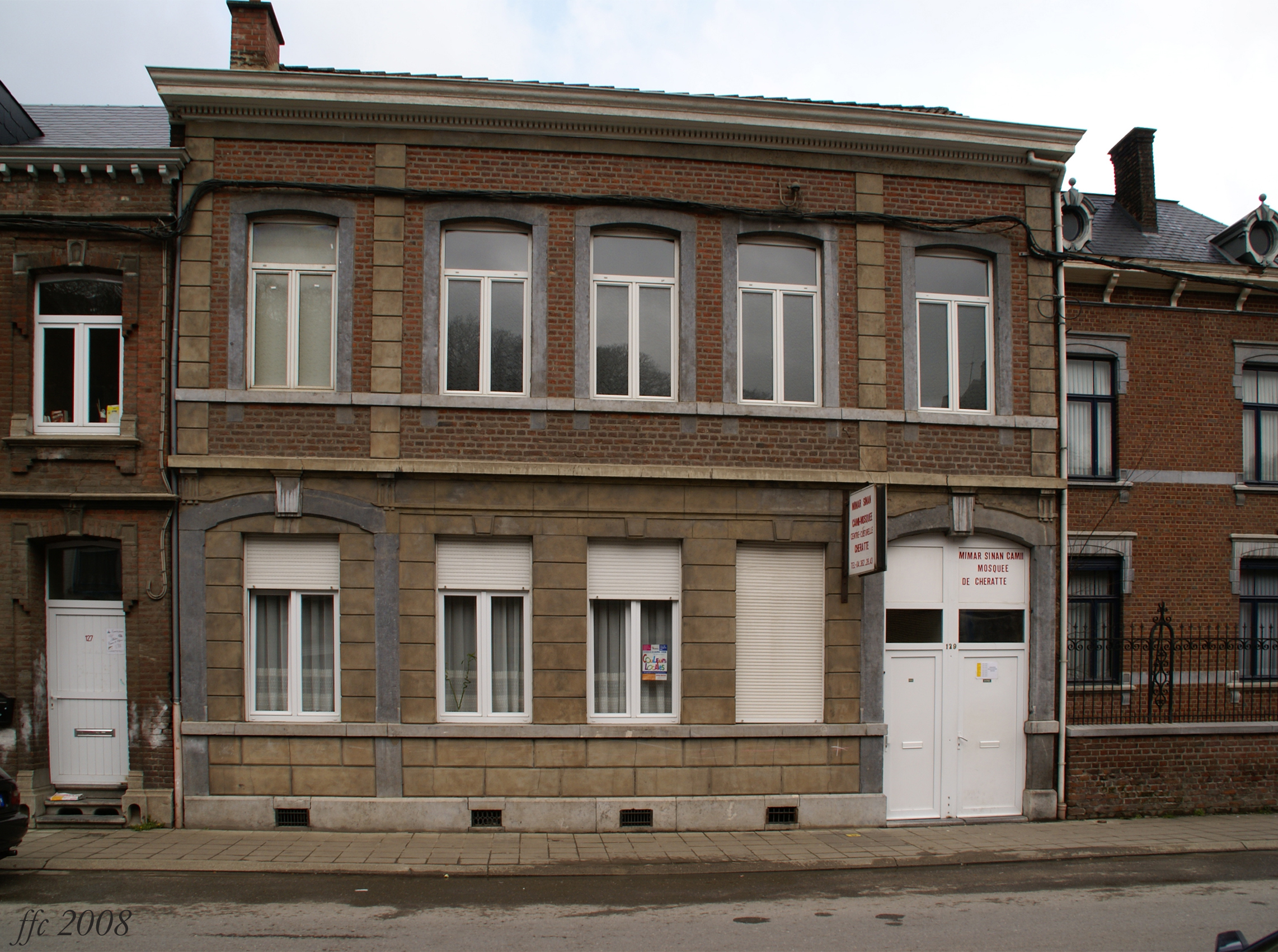
La mesquita
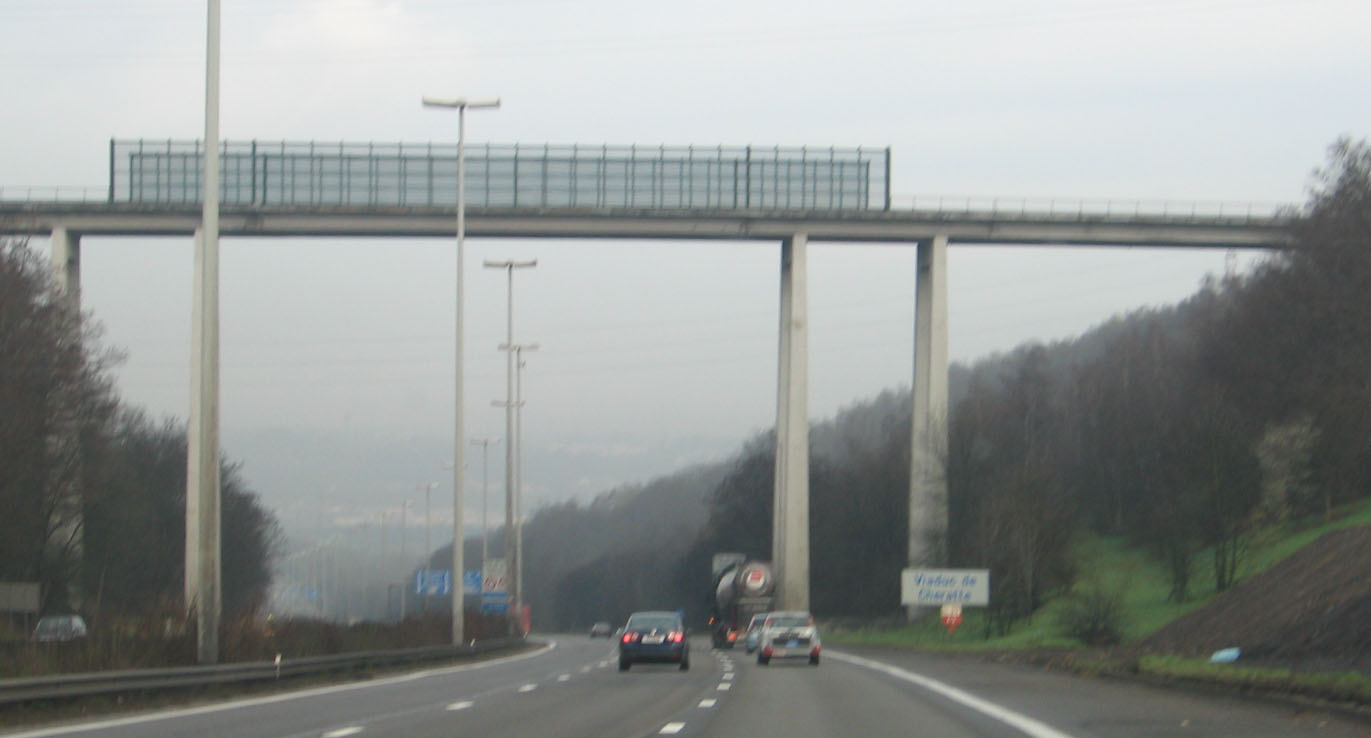
El viaducte de Cheratte

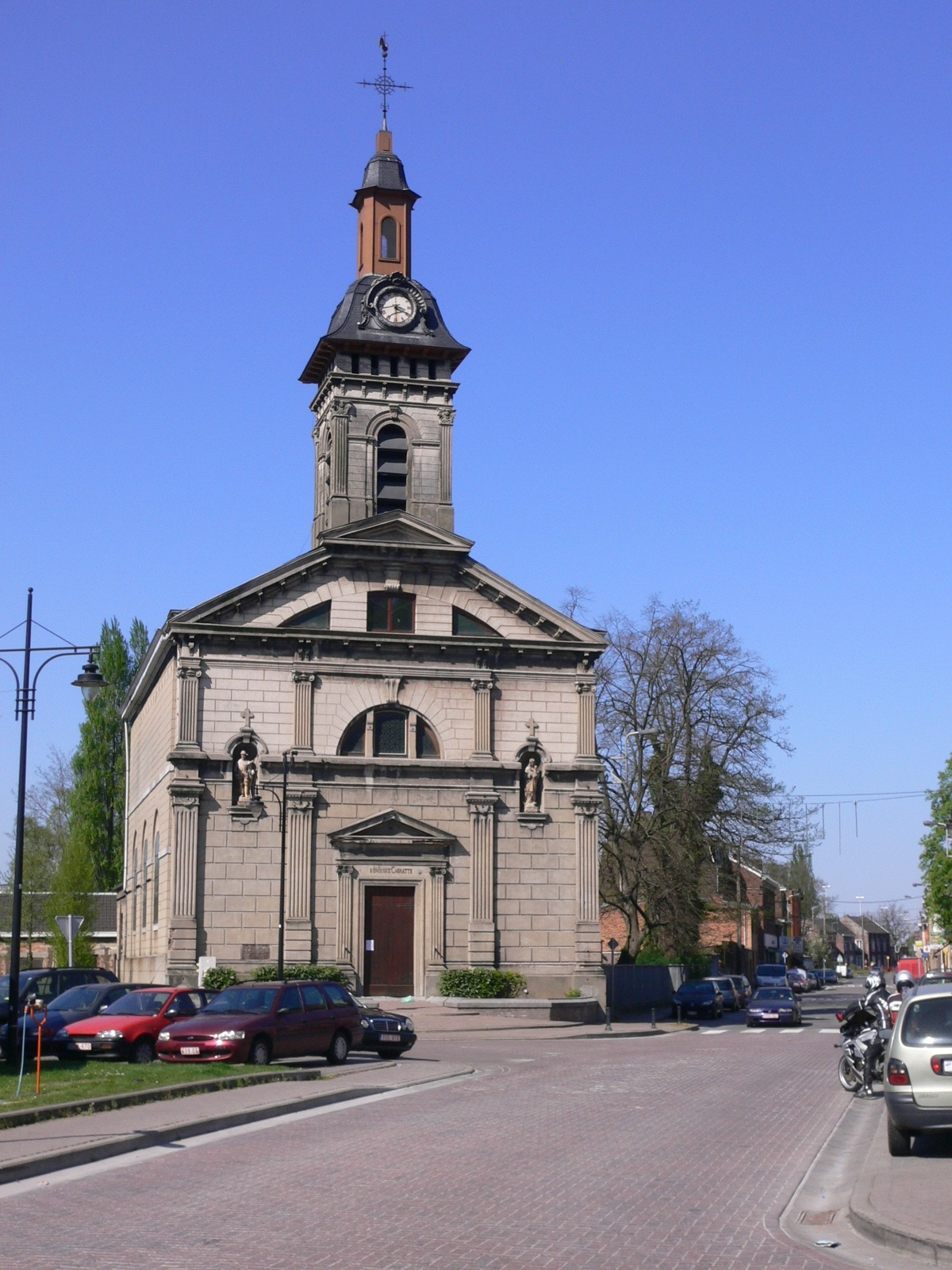
L'església de Cheratte Arquitecte: Jean-Noël Chevron
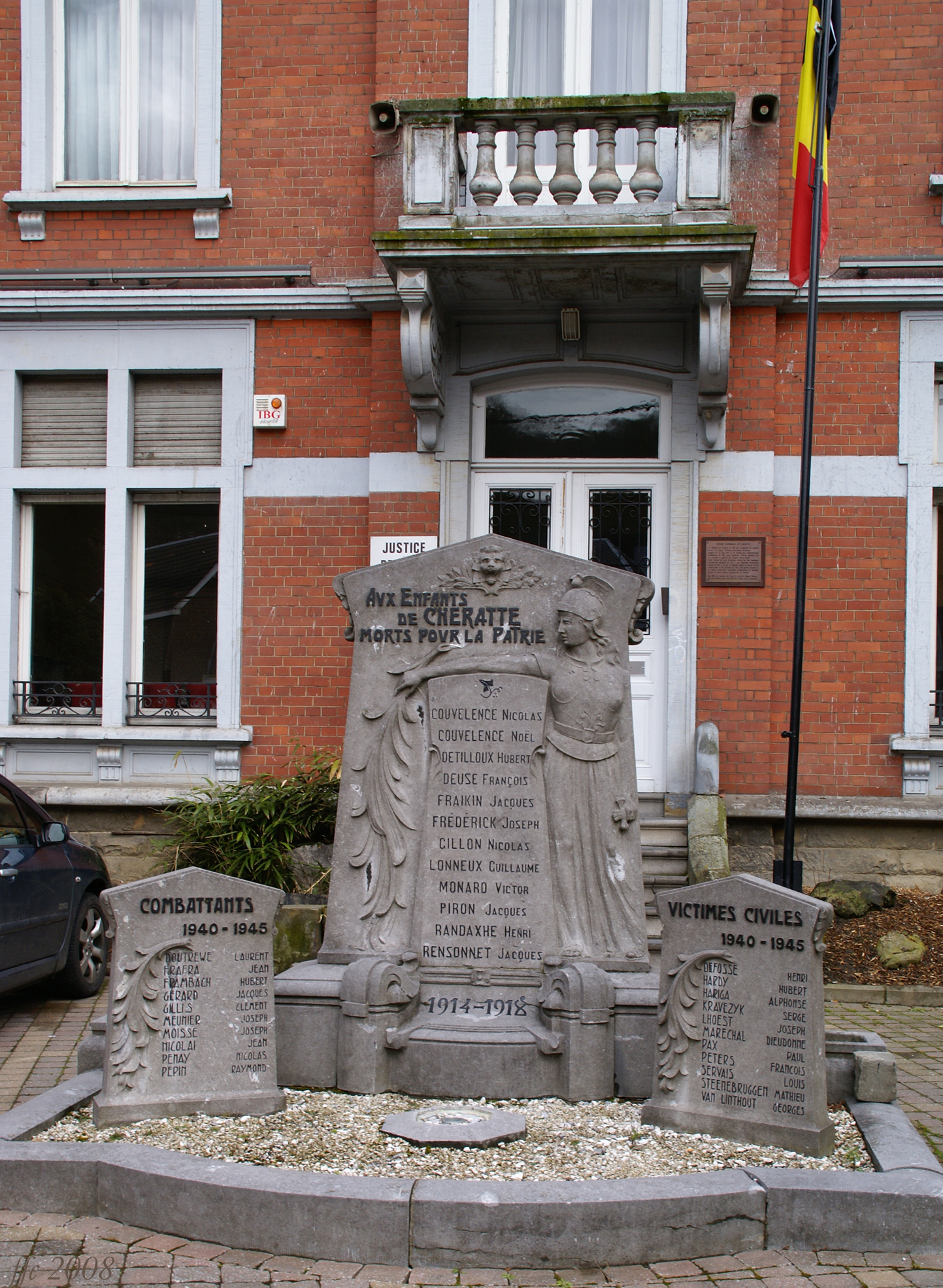
Monument als víctimes civils i militars de les dues guerres
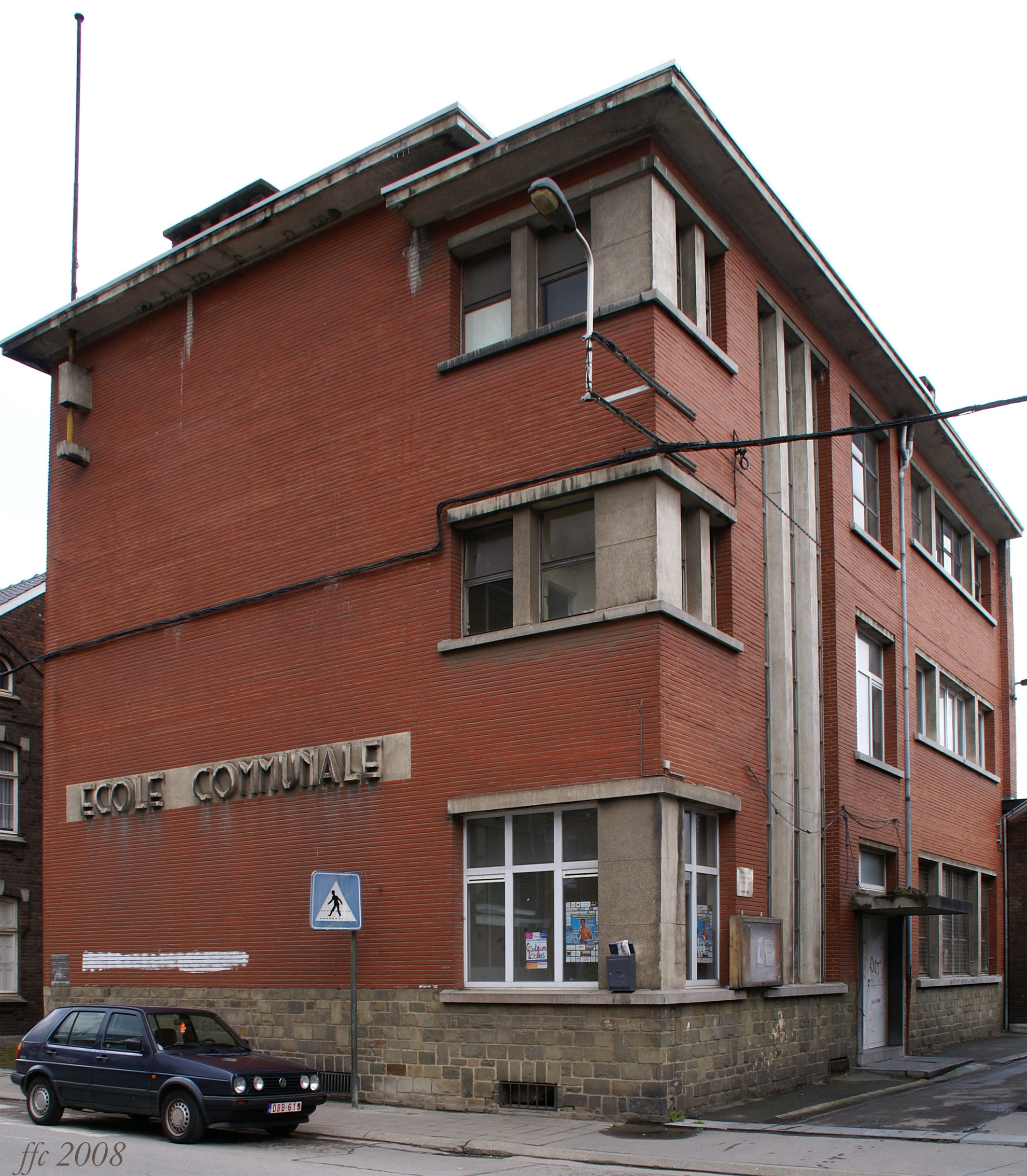
Escola municipal

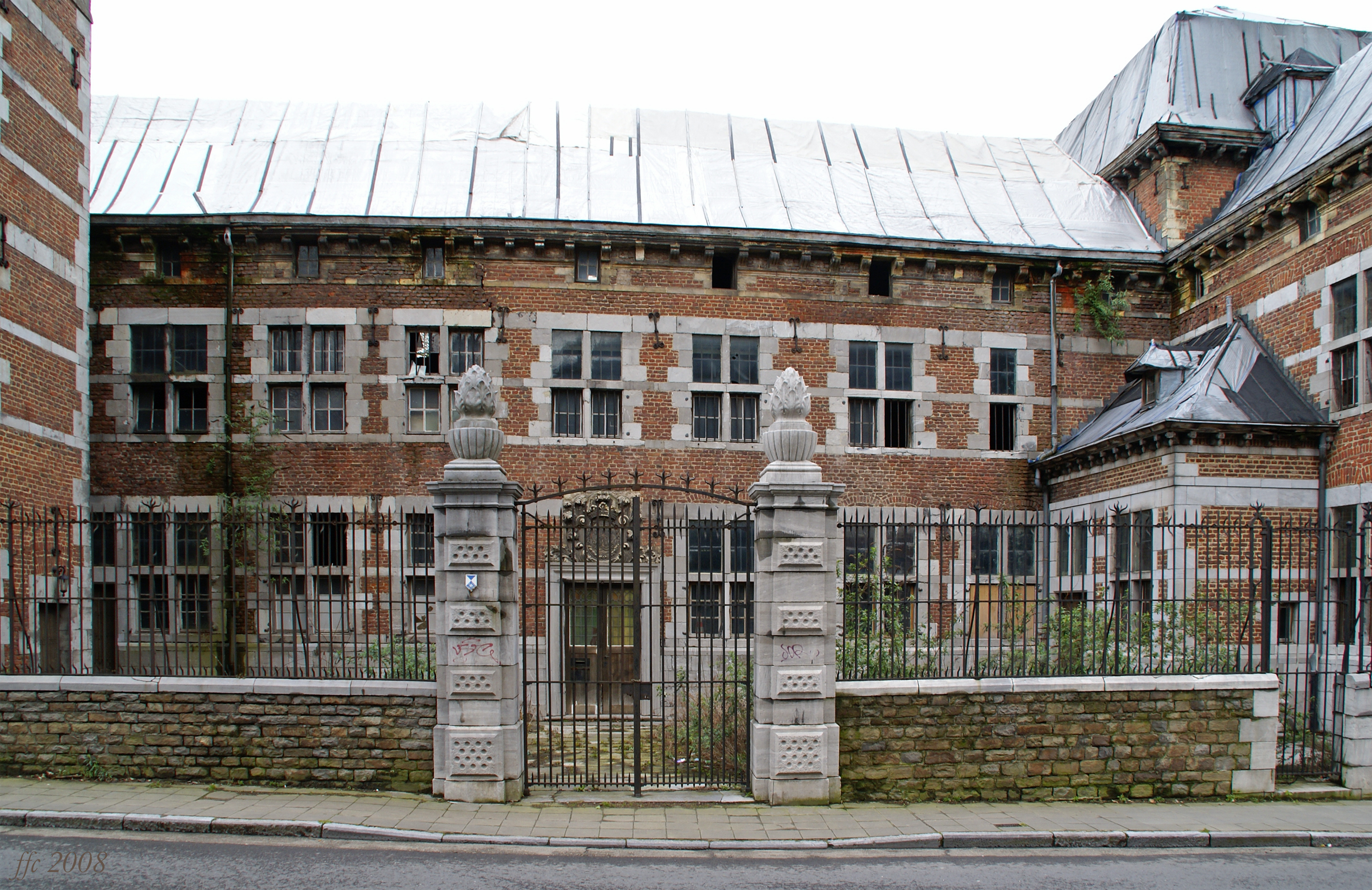
Façana principal del castell de Cheratte
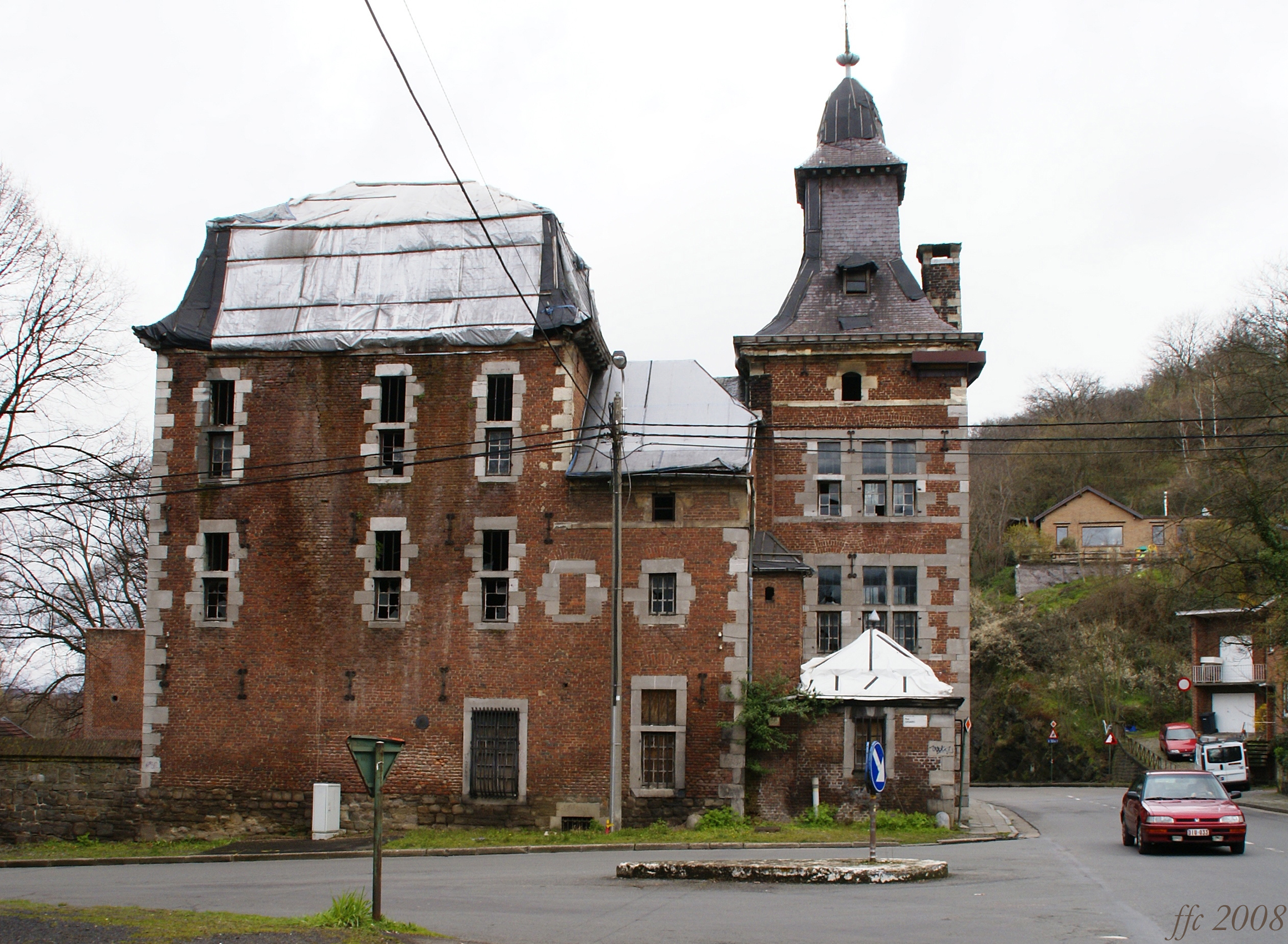
Castell: façana lateral i torre
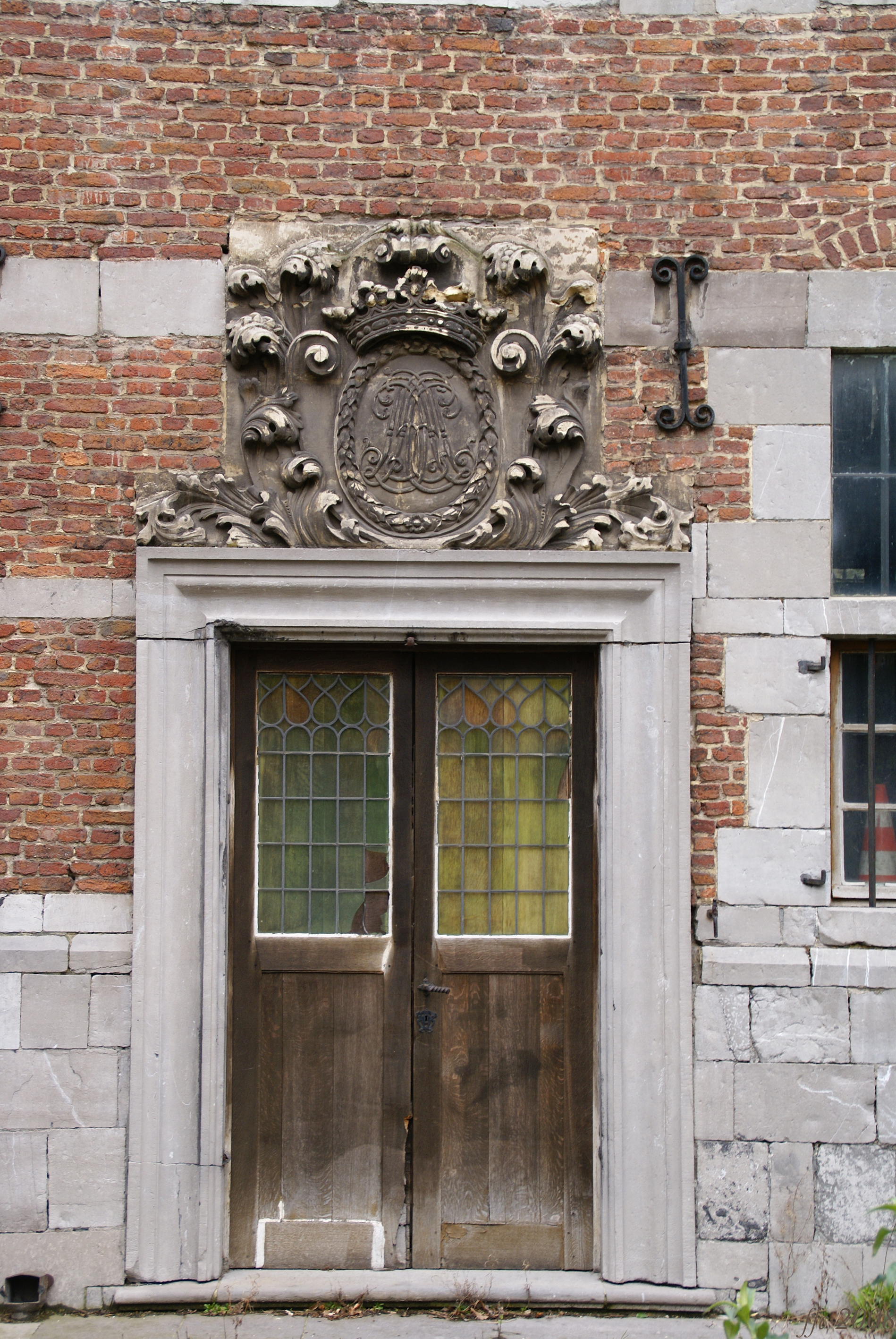
Entrada del castell i monograma damunt la porta

## Fills predilectes
- Berthe Bovy, actriu
- Jean Donnay, (31 de març de 1897-31 de juliol de 1992), pintor, gravador
- Mittéï (5 de juny de 1932 - 16 d'abril de 2001) també anomenat Hao, nascut Jean Mariette, dibuixant de còmics